# ゴードン・ベック
ゴードン・ベック（Gordon Beck、1936年9月16日 - 2011年11月6日）は、イギリス・ロンドン出身のジャズピアノ奏者、作曲家。

## 略歴
1967年、ジョン・マクラフリンと共演したリーダー・アルバム『Experiments With Pops』でポップス・ナンバーのストレートなジャズ演奏が評価された。1968年、トリオ・アルバム『Gyroscope』ではモダンを基盤としつつフリー奏法も取り入れた革新的な作品を発表。
1969年、フィル・ウッズのヨーロピアン・リズム・マシーンに参加し世界的に注目される。一時期、ジャズ・ロックグループのイアン・カー&ニュークリアスのメンバーにもなった。その後もアラン・ホールズワースや、ケニー・ホイーラー等と共演し多くの作品を発表した。
2011年11月6日、死去。75歳没。

## ディスコグラフィ

### ソロ・アルバム
- Dr Dolittle Loves Jazz (1967年) ※Gordon Beck + Two名義
- Half A Jazz Sixpence (1968年) ※Gordon Beck + Two名義
- 『ゴードン・ベック・ウィズ・ジョニー・マクローリン』 - Experiments With Pops (1968年) ※The Gordon Beck Quartet名義
- Gyroscope (1969年) ※Gordon Beck Trio名義
- One For The Road (1977年)
- The French Connection (1978年)
- Sunbird (1979年)
- The French Connection 2 (1982年)
- Reasons (1983年)
- Celebration (1985年) ※The Gordon Beck Quintet名義
- Dreams (1989年)
- November Song (1999年) ※The Gordon Beck Quartet名義
- Reflections (2003年)
- Not The Last Waltz (2004年) ※Gordon Beck Trio名義
- Seven Steps To Heaven (2005年) ※The Gordon Beck Quartet名義
- Appleby Blues (2007年) ※Gordon Beck Trio名義
- 『ホエン・サニー・ゲッツ・ブルー - スプリング'68セッションズ』 - When Sunny Gets Blue (2018年) ※The Gordon Beck Quartet Featuring Joy Marshall名義。1968年春のセッション音源
- 『ジュビレーション! トリオス、カルテッツ・アンド・セプテッツ・イン・セッション 1964-1968』 - Jubilation! (2018年)

### 連名アルバム
- Gordon Beck, Ron Mathewson, Daniel Humair : Beck Mathewson Humair Trio (1972年)
- Didier Lockwood, Gordon Beck, Anthony Williams, Niels-Henning Ørsted Pedersen : New World (1979年)
- Allan Holdsworth - Gordon Beck : 『ザ・シングス・ユー・シー』 - The Things You See (1980年)
- Gordon Beck · Ron Mathewson · Tony Oxley · Stan Sulzmann · Kenny Wheeler : Seven Steps To Evans - A Tribute To *The Compositions Of Bill Evans (1980年)
- Gordon Beck / Alan Holdsworth / Jeff Clyne / John Stevens : 『カンヴァセーション・ピース』 - Conversation Piece - Part 1 & 2 (1980年)
- Helen Merrill & Gordon Beck : 『ノー・ティアーズ、ノー・グッド・バイズ』 - No Tears, No Goodbyes (1984年)
- Allan Holdsworth - Gordon Beck : 『ウィズ・ア・ハート・イン・マイ・ソング』 - With A Heart In My Song (1988年)
- Gordon Beck, Jack DeJohnette, Dave Holland, Didier Lockwood : For Evans Sake (1992年)
- Gordon Beck, Stan Sulzmann, Chris Laurence, Paul Clarvis : Once Is Never Enough (1996年)
- Phil Woods, Gordon Beck -  Live At The Wigmore Hall :London "The Complete Concert" (1996年)
- Peter King Quartet, The Lyric Quartet, Gordon Beck : Janus (2006年)
- Gordon Beck, Ron Mathewson, Daniel Humair : Jazz Trio (2007年)